# 21391 Rotanner
21391 Rotanner este un asteroid din centura principală de asteroizi.

## Descriere
21391 Rotanner este un asteroid din centura principală de asteroizi. A fost descoperit pe 20 martie 1998 la Socorro, New Mexico, în cadrul proiectului LINEAR. Asteroidul prezintă o orbită caracterizată de o semiaxă mare de 2,23 ua, o excentricitate de 0,06 și o înclinație de 3,7° în raport cu ecliptica.